# Фернандиньо
Фернандо Луис Роса (роден 4 май 1985 г.), по-известен като Фернандиньо, е бразилски професионален футболист, който играе като дефанзивен полузащитник за Атлетико Паранаенсе.
Фернандиньо започва кариерата си през 2002 г. в отбора на Атлетико Паранаенсе. През 2005 г. се присъединява към Шахтьор Донецк, с който печели шест титли в украинската Премиер Лига и триумфира в турнира Купа на УЕФА през сезон 2008–09.
През 2013 г. е привлечен към състава на Манчестър Сити, с трансфер на стойност от 34 млн. паунда.
Дебютира за националния отбор по футбол на Бразилия през 2011 г., с който печели турнира Копа Америка през 2019 г.

## Постижения
Шахтьор Донецк
- Украинска Премиер лига: 2005–06, 2007–08, 2009–10, 2010–11, 2011–12, 2012–13
- Купа на Украйна: 2007–08, 2010–11, 2011–12, 2012–13
- Суперкупа на Украйна: 2008, 2010, 2012
- Купа на УЕФА: 2008–09

Манчестър Сити
- Английска висша лига: 2013 – 14, 2017 – 18, 2018 – 19, 2020 – 21, 2021 – 22
- ФА Къп: 2018 – 19
- Купа на Футболната лига: 2013 – 14, 2015 – 16, 2017 – 18, 2018 – 19, 2019 – 20, 2020 – 21
- Къмюнити Шийлд: 2018, 2019